# Pseudoanthidium bicoloripenne
Pseudoanthidium bicoloripenne is een vliesvleugelig insect uit de familie Megachilidae. De wetenschappelijke naam van de soort is voor het eerst geldig gepubliceerd in 1981 door Pasteels.